# (69434) de Gerlache
Pour les articles homonymes, voir Gerlache.
(69434) de Gerlache est un astéroïde de la ceinture principale découvert le 18 avril 1996 par l'astronome belge Éric Elst. Sa désignation provisoire était 1996 HC21.
Il porte le nom de l'explorateur de l'Antarctique belge Adrien de Gerlache de Gomery (1866-1934).